# Meritamon

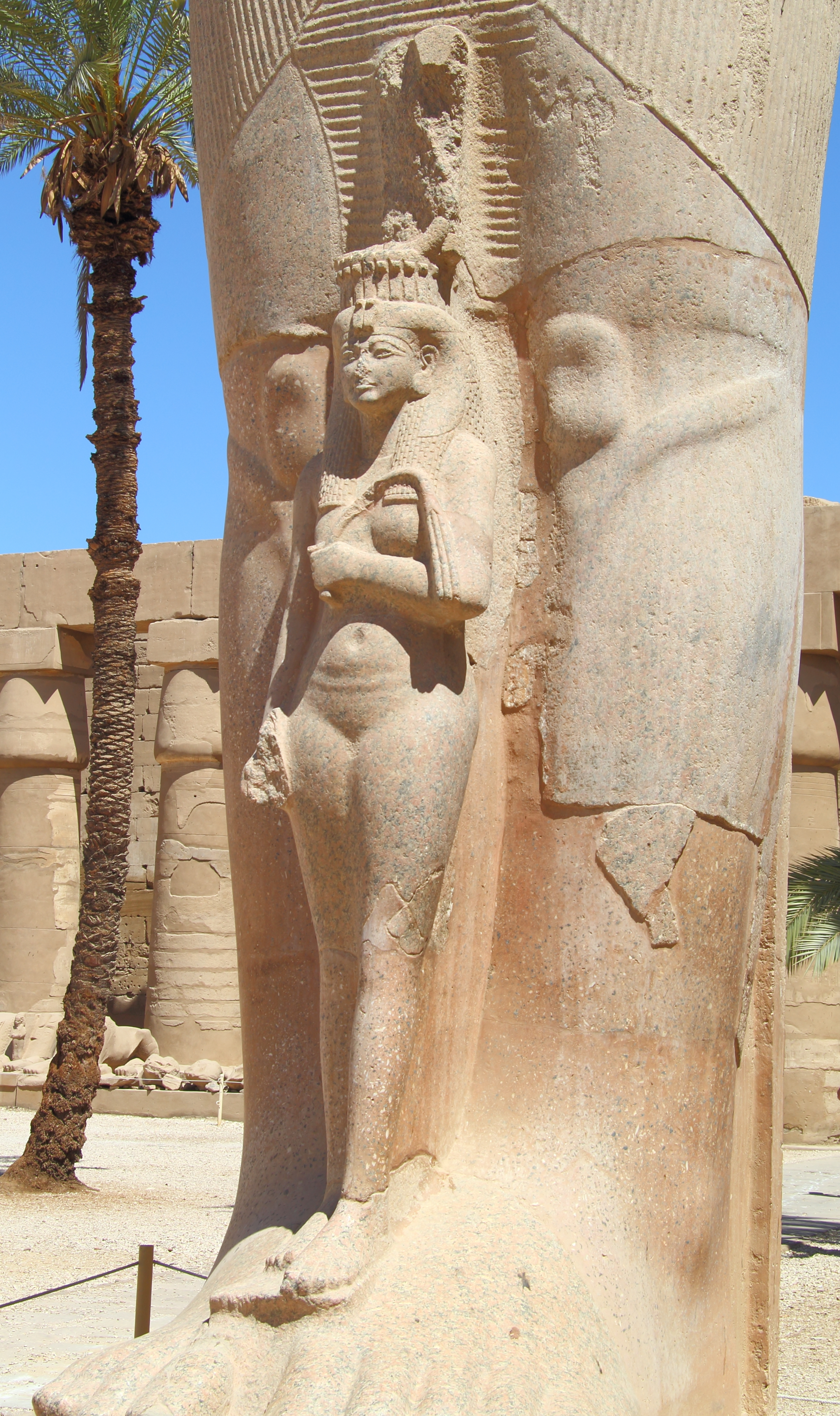
Meritamon a karnaki templomban

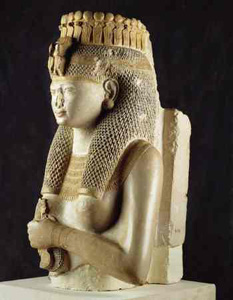
A „Fehér királynő” néven ismert szobor

Meritamon („Ámon kegyeltje”) ókori egyiptomi királyné, II. Ramszesz és Nofertari legismertebb lánya, később Ramszesz felesége.
Meritamon volt Ramszesz negyedik lánya Bintanath, Baketmut és Nofertari hercegnők után. Ramszesz és Nofertari hat ismert közös gyermekének egyike; édestestvérei közül négy fiú (Amonherkhopsef, Paréherwenemef, Meriré és Meriatum) és egy lány (Henuttaui) ismert; őket ábrázolják együtt szüleikkel a kisebbik, Nofertarinak emelt Abu Szimbel-i templom homlokzatán.
A 24. uralkodási év körül, anyja halála után vagy nem sokkal előtte Ramszesz feleségül vette és ráruházta a nagy királyi hitves címet, lányai közül Bintanath után a másodikként.
Meritamont a Királynék völgye 68-as számú sírban temették el. A sírt Richard Lepsius fedezte fel. A sírban egy jelenet azt ábrázolja, ahogy Meritamon ruhásdobozokat szentel fel Ozirisznek és Hathornak. A szarkofág fedele ma Berlinben található (15274), rajta kétszer szerepelnek a királyné címei: „[A király leánya], nagy [királyi hitves], a Két Föld úrnője, Meritamon, az igaz hangú”, illetve „Az Ozirisz, a király szeretett leánya, nagy királyi hitves, a Két Föld úrnője, Meritamon, az igaz hangú.” (Az „Ozirisz” és „igaz hangú” a holtak szokásos jelzői voltak.)

## Címei
Meritamon címei: Nagy királyi hitves (ḥmt-nỉswt wr.t), Alsó- és Felső-Egyiptom asszonya (ḥnwt-šmˁw-mḥw), A Két Föld úrnője (nb.t-t3.wỉ), Örökös hercegnő, az első, a legnagyobb (ỉrỉỉ.t-pˁt tpỉ.t wr.t), A király lánya (z3.t-nỉswt), A király szeretett lánya (z3.t-nỉswt mrỉỉ.t=f), A király nővére (zn.t-nỉswt). Számos vallási szerepet betöltött; Ámon énekesnője, Hathor papnője, Mut szisztrum-játékosa és Hórusz táncosnője volt, emellett címei közt szerepeltek a következők is: „Ámon-Ré háremének elöljárója”, „nagy kegyben álló”, „ő, ki megtölti az oszlopcsarnokot illatával”, „a szisztrum úrnője”, „Hathor prófétanője”, „Hórusz hercegnő-gyermeke”, „kinek ureuszt viselő homloka gyönyörűséges”, „a Két Föld Urának kedvence”, „szép arcú”, „a szépség a palotában”, „ő, ki olyan ura mellett, akár a Szíriusz az Orion mellett”, „ő, ki szavával lecsendesíti a Két Föld Urát”).

## Ábrázolásai
- Meritamon leginkább az őt ábrázoló gyönyörű mészkőszoborról, a „Fehér királynőről” ismert, melyet a Ramesszeumban találtak. 1896-os megtalálásakor még nem azonosították Meritamonnal, de mikor Ahmím közelében felfedeztek egy, a nevével ellátott szobrot, feltűnővé vált a két szobor közti hasonlóság (bár újabban felmerültek elméletek, mely szerint a szobor mégsem őt ábrázolja, esetleg egy korábbi szobrot módosítottak, hogy őrá hasonlítson). Korábban nagyanyja, Tuja szobrának is tartották. Felirata: „Ámon-Ré [háremének elöljárója], Mut szisztrumjátékosa, [Hathor] kereplő[játékosa] [Szaiszban], Hórusz táncosnője.”[5]
- A nagyobb Abu Szimbel-i templom homlokzatát Ramszesznek négy ülő kolosszusa díszíti, minden kolosszus lábánál három királyi családtag kisebb szobra. Meritamon a legészakibb kolosszus lábánál áll nagyanyjával, Mut-Tujával és egy nővérével, Nofertarival együtt. A felirat szerint „a király vér szerinti, szeretett leánya, Meritamon”.
- A kisebbik Abu Szimbel-i templom homlokzatánál Ramszesz négy és Nofertari két szobra áll, Ramszesz lábainál négy fiuk, Nofertariénál két lányuk kisebb szobra.[5]
- Hekanaht núbiai alkirály Abu szimbel-i sziklasztéléjének felső regisztere Ramszeszt és Meritamont ábrázolja, amint isteneket imádnak. Az alsó regiszteren az alkirály Nofertari királynénak mutat be áldozatot.[5] A sztélé azt ábrázolhatja, amikor Meritamon beteg édesanyja helyett töltötte be a királynéi szerepkört.
- A luxori templomban Meritamon apja két szobrán is látható: a pülón előtti legnyugatabbi kolosszuson apja mellett áll, címei szerint király leánya és nagy királyi hitves. A déli oszlopsor keleti szobrán Meritamon az ábrázolt királyné.[5]
- Egy taniszi, eredetileg Per-Ramszeszi szobron apja lábainál áll, körülbelül térdmagasságig ér neki.[5]
- Ramszesz ahmími templomában áll egy nagy szobra, felirata szerint: „ő, kinek homlokán gyönyörű az ureusz, [Ámon-]Ré [háremének] nagyja, Mut [szisztrumjátékosa], Hathor menatjátékosa, Atum énekesnője, a király leánya, Meritamon, a szép arcú, ki gyönyörű a palotában, a Két Föld urának szeretettje, aki olyan az ő ura mellett, mint a Szíriusz az Orion mellett, ki szavával lecsendesíti a Két Föld urát, a király leánya a palotában, a sok ünnep urának [?]-ja.”[8]
- Ramszesz ahmími kolosszusán két leánya áll a fáraó mellett: a bal lábánál Meritamon, a jobbnál Bintanath.[8]
- Hérakleopoliszban találtak egy középbirodalmi szobrot, melyet Ramszesz kisajátított; talapzatán Bintanathot és Meritamont ábrázolják.[5]
- Ramszesz El Kab-i templomában Junmutef egy papját ábrázolják Bintanath és Meritamon hercegnőkkel. Bintanath címei „a király leánya” és „a király felesége”, míg Meritamon címeit nem említik. Mindkét hercegnő szisztrumot ráz és gazellafejben végződő botot tart kezében. Junmutef szoláris jellegű istenség, gyakran a trónörökössel hozták összefüggésbe.[9]

## Külső hivatkozások
- A Fehér királynő szobor
- Anneke Bart: Meryetamen